# Urška Žolnir

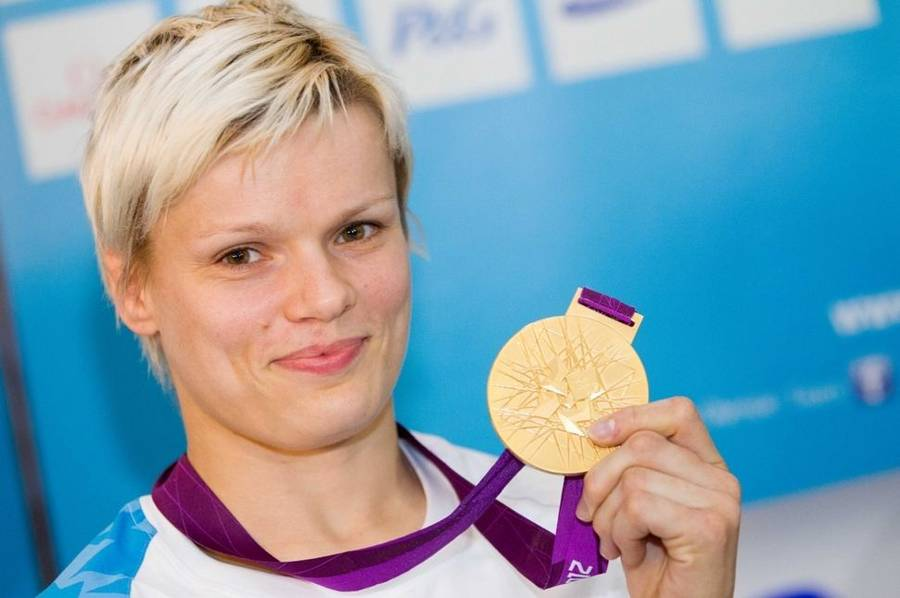
Urška Žolnir 2012

Urška Žolnir (* 9. Oktober 1981 in Žalec) ist eine ehemalige slowenische Judoka und Olympiasiegerin in der Gewichtsklasse bis 63 Kilogramm, dem Halbmittelgewicht. Sie ist die erste Frau, die für Slowenien olympisches Gold gewann.

## Sportliche Karriere
Urška Žolnir erkämpfte 1997 in Ljubljana den Junioreneuropameistertitel in der Gewichtsklasse bis 61 Kilogramm, seit 1998 trat sie fast ausschließlich in der Gewichtsklasse bis 63 Kilogramm an. Nach dem Sieg bei den Weltjugendspielen 1998 gewann sie 1999 ihren ersten slowenischen Landesmeistertitel in der Erwachsenenklasse und verteidigte in Rom bei der Junioreneuropameisterschaft erfolgreich ihren Titel. 2001 belegte sie den fünften Platz bei den Weltmeisterschaften.
Nach ihrem ersten Weltcup-Sieg 2003 in Sofia gewann sie bei den Olympischen Spielen 2004 die Bronzemedaille. Ebenfalls Bronze gewann sie bei den Judo-Weltmeisterschaften 2005. 2007 unterlag sie bei den Europameisterschaften erst im Finale der Französin Lucie Décosse. Bei den Europameisterschaften 2008 erhielt Žolnir die Bronzemedaille; in Peking belegte sie beim Olympischen Judoturnier den siebten Platz, nachdem sie bei der Eröffnungsfeier die slowenische Flagge getragen hatte. 2009 gewann sie bei den Europameisterschaften in Tiflis ihren ersten großen Titel. Zwei Jahre später erkämpfte sie Bronzemedaillen sowohl bei den Europa- wie auch bei den Weltmeisterschaften. Ihr größter Erfolg war der Olympiasieg 2012 in London.
Die Sportsoldatin gewann 2004 und 2005 die Militärweltmeisterschaft sowie 2003 und 2011 bei den Militärweltspielen, bis 2012 gewann sie 13 slowenische Meistertitel. Die 1,73 Meter große Judoka startete für den Judo Klub Sankaku in Celje.